# Saint-Ybard
 Saint-Ybard  là một xã thuộc tỉnh Corrèze trong vùng Nouvelle-Aquitaine miền trung Pháp.